# Federacja Organizacji Narodowo-Katolickich „Unia”
Federacja Organizacji Narodowo-Katolickich „Unia” – katolicka konspiracyjna organizacja polityczno-wojskowa w czasie II wojny światowej. Powołana w 1940 przez Jerzego Brauna jako federacja różnych odłamów ruchu chrześcijańsko-demokratycznego i przedwojennych polskich organizacji katolickich.

## Charakterystyka
Głosiła program odbudowy niepodległego państwa polskiego, opartego na zasadach katolickiej nauki społecznej. Wydawała pisma konspiracyjne Kultura Jutra, Naprzód i Naród.
Posiadała własną sieć konspiracji i wywiadu wojskowego. Stworzyła też własną Organizację Wojskową, której komendantem został płk dypl. Stanisław Grodzki, ps. dr Edward, a jego zastępcą Cyprian Odorkiewicz, ps. Krybar. Unia prowadziła Szkołę Podchorążych Rezerwy Piechoty "Unia" (lub "Unia-Krybar") przy ulicy Królewskiej 16 w Warszawie, w budynku Szkoły Handlowej. Komendantem szkoły był Marian Mokrzycki. W tym samym budynku, od lipca 1940 roku aż do wybuchu Powstania Warszawskiego produkowano na dużą skalę i magazynowano granaty "Filipinka".
W 1942 struktury zbrojne Unii podporządkowały się Armii Krajowej. Ich członkowie wzięli później udział w powstaniu warszawskim w Zgrupowaniu „Krybar”. W 1943, zachowując autonomię organizacyjną, Unia połączyła się ze Stronnictwem Pracy.
Do grona jej aktywnych członków i współpracowników należeli m.in.: Pola Gojawiczyńska, Stefan Jaracz, Leopold Kielanowski, Zofia Kossak-Szczucka, Kazimierz Kumaniecki, Juliusz Osterwa, Kazimierz Studentowicz, Jerzy Turowicz, Karol Wojtyła, Kazimierz Wyka.

## Literatura
Marek Hańderek, Unia 1940-1948. Dzieje zapomnianego ruchu ideowego. Warszawa 2019